# Kyiv Post
Il Kyiv Post, pubblicato a Kiev, è il quotidiano in lingua inglese più importante in Ucraina.

## Storia
Il Kyiv Post è stato fondato nel settembre del 1995 (come parte di KP Media) dallo statunitense Jed Sunden. Questo quotidiano tratta di politica, business e spettacolo. Lo staff è composto da un team di giornalisti ucraini e occidentali. Fin dalla sua fondazione, l'orientamento editoriale è stato a favore della democrazia e dei mercati liberi. Ha pubblicato dossier investigativi, uno dei quali sul presunto oscuramento dell'omicidio del giornalista Georgij Gongadze nel 2000 e nel 2004 sulla rivoluzione arancione e la corruzione in politica.
Nel luglio del 2010 il Kyiv Post ha lanciato una nuova versione in lingua ucraina per raggiungere un pubblico di massa.
Il 28 luglio 2009 la KP Media ha venduto il giornale al cittadino britannico Mohammad Zahoor. Zahoor, originario del Pakistan e precedentemente impegnato nell'ambito della produzione di acciaio a Donec'k, possiede l'ISTIL Group, nonché una casa editrice mediante la quale pubblica il Kyiv Post.
Il 14 dicembre 2010 il Kyiv Post pose un blocco su tutto il traffico internet dal Regno Unito in segno di protesta contro la English defamation law.
Il 15 aprile 2011 l'editore licenziò l'editorialista Brian Bonner per aver pubblicato un'intervista con un ministro del governo allora in carica nonostante questi avesse chiesto di non farlo, probabilmente sotto pressione da parte del governo. Per questo motivo i giornalisti del Kyiv Post e iniziarono delle proteste che terminarono quando, il 20 aprile 2011, Mohammad Zahoor ripristinò la posizione di editor di Brian Bonner. Nonostante lo sciopero, il giornale non ha mai interrotto le pubblicazioni.
Il 21 marzo 2018 Mohammad Zahoor ha venduto il Kyiv Post al milionario di Odessa Adnan Kivan per 3,5 milioni di dollari americani.
L'8 novembre 2021 Kivan ha annunciato la sospensione delle pubblicazioni del Kyiv Post per problemi finanziari; il direttore Brian Bonner e la redazione sono stati licenziati. I membri della redazione hanno denunciato la chiusura come un tentativo da parte dell'editore di interferire nell'indipendenza editoriale del quotidiano. Secondo la vicedirettrice Olga Rudenko, la chiusura sarebbe avvenuta in seguito a pressioni da parte del Presidente Volodymyr Zelens'kyj. La Rudenko ed alcuni dei giornalisti licenziati hanno in seguito fondato un nuovo giornale online chiamato The Kyiv Independent, finanziato da donazioni indipendenti. Olga Rudenko ha ricevuto nel 2022 il Women of Europe Awards nella categoria "Woman in Action".
L'11 novembre 2021 Luch Chénier è stato nominato nuovo amministratore delegato del giornale. Il 24 dicembre 2021 Bohdan Nahaylo è stato nominato nuovo direttore ed il Kyiv Post ha ripreso le pubblicazioni.

## Finanziamenti
Al febbraio 2025 il quotidiano dichiarava che tra i donatori che hanno sponsorizzato i contenuti prodotti dai giornalisti del Kyiv Post vi sono il National Endowment for Democracy, Justice for Journalists, Reporter senza frontiere (nel 2019), il governo danese, la NATO e altri.